# Stenoporpia albescens
Stenoporpia albescens là một loài bướm đêm trong họ Geometridae.